# 메뉴 비용
메뉴 비용은 제품이나 서비스의 판매가격을 조정할 때 소요되는 비용을 의미한다. 인플레이션이 발생하면 기업이 부담해야 하는 메뉴비용이 증가한다.

## 현재
현재는 메뉴비용이 줄어들고 있는데, 이유는 다음과 같다.
1. 전자상거래의 활성화로 중간상인이 줄어들어 기업이 가격을 조정할 시 즉각 반영할 수 있다.
2. 시스템의 발달에 따라 하나가 바뀌면 통합적으로 모든 것을 다 바꿀 수 있다.

## 같이 보기
- 새케인스학파
- 제한된 합리성
- 구두창 비용
- 인플레이션